# Wien Praterkai
Wien Praterkai – przystanek kolejowy w Wiedniu, w Austrii. Znajdują się tu 2 perony.